# ポーンプラープ区
ポーンプラープサトゥルーパーイ区（ポーンプラープサトゥルーパーイく、タイ語: เขตป้อมปราบศัตรูพ่าย）は、タイ王国バンコク都の行政区の一つ。
この行政区は、時計回りに、ドゥシット区、ラーチャテーウィー区、パトゥムワン区、バーンラック区、サムパッタウォン区、プラナコーン区の6つの行政区に接している。

## 歴史

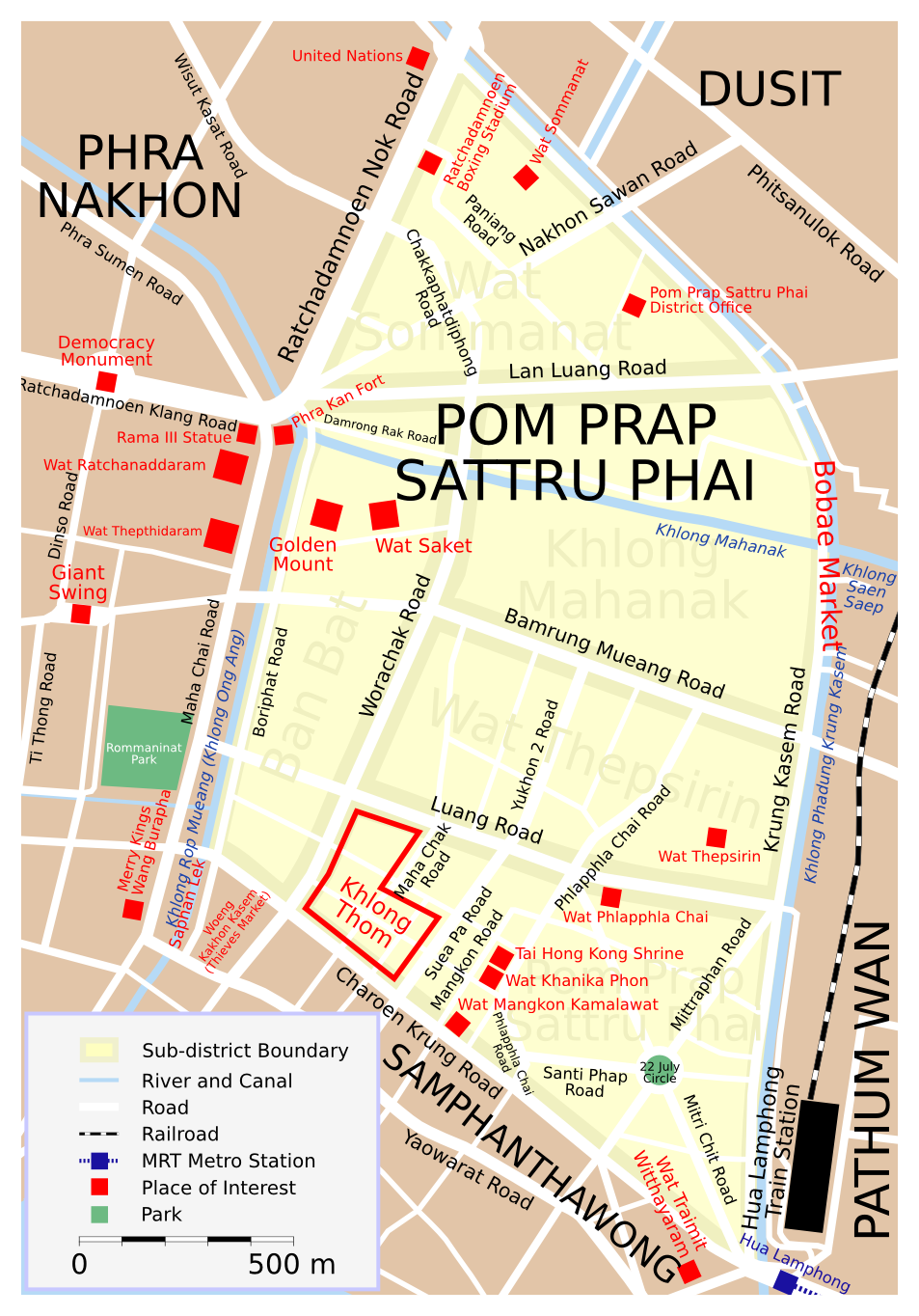
ポーンプラープサトゥルーパーイ区の地図

1915年に設立された古い行政区の一つ。

## 建物等
- ラジャダムナン・スタジアム